# Tärnaby
Tärnaby – miejscowość w północnej Szwecji, w gminie Storuman, nad jeziorem Gäutajaure. W roku 2017 wieś liczyła 475 mieszkańców. 
W pobliżu znajduje się jeden z największych chronionych obszarów w Europie – rezerwat przyrody Vindelfjällen.

## Historia
W latach 60. zbudowano elektrownie wodne. W 1971 roku Tärnaby zostały włączone do gminy Storuman.

## Turystyka
Główny ośrodek narciarski w Szwecji, który stworzył wielu znanych narciarzy. W Tärnaby znajduje się 5 wyciągów i 13 stoków, a sezon narciarski trwa od listopada do kwietnia. Trenowali tutaj m.in. Ingemar Stenmark, Anja Pärson i Jens Byggmark.
Międzynarodowy szlak turystyczny Blue Road (Norwegia - Szwecja - Finlandia - Rosja) przechodzi przez Tärnaby.
W Zagrodzie Saamów, która jest muzeum poznaje się całą kulturę i obyczaje mieszkańców Laponii.

## Galeria

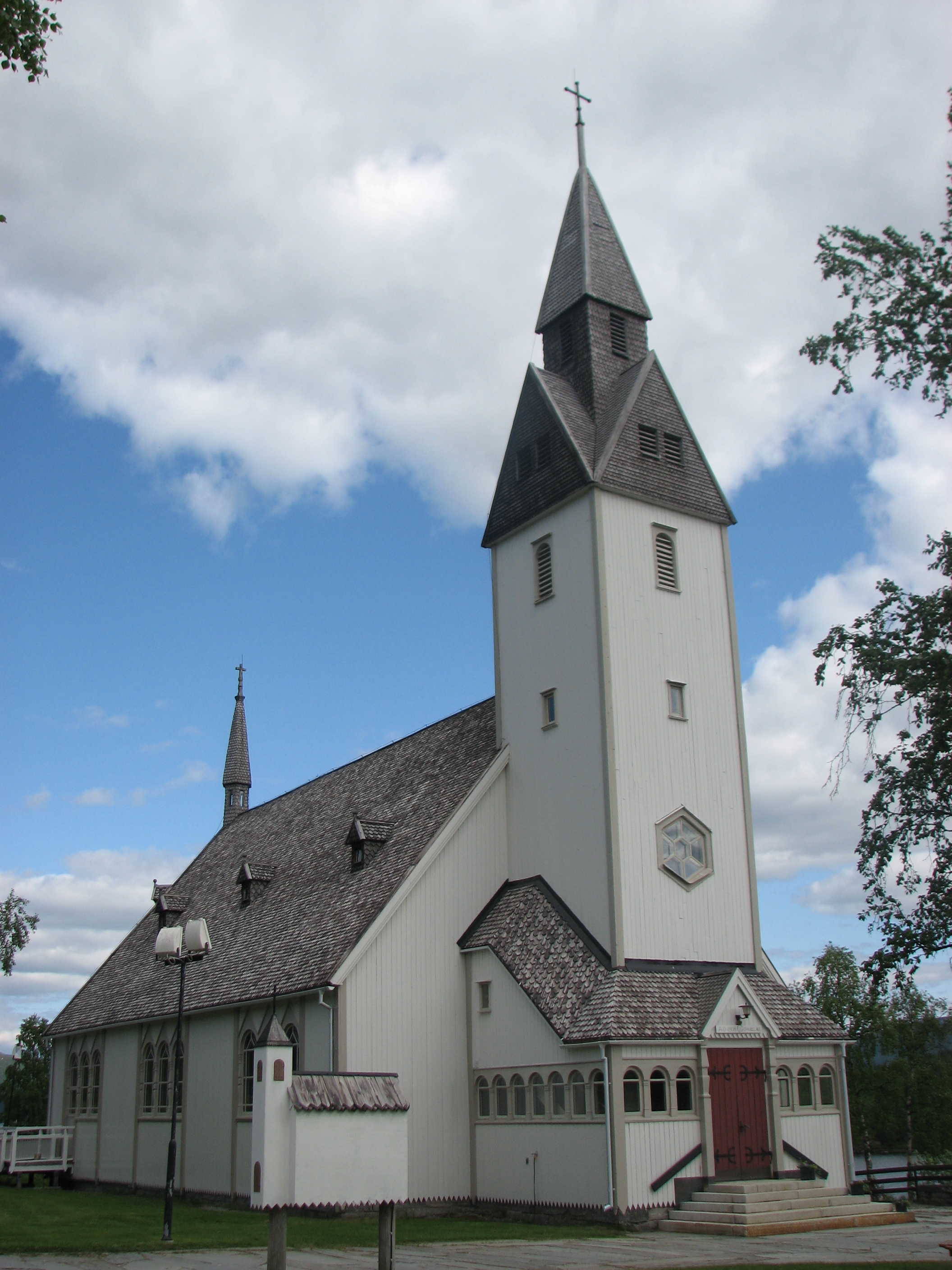
Kościół w Tärnaby zbudowany w roku 1897.
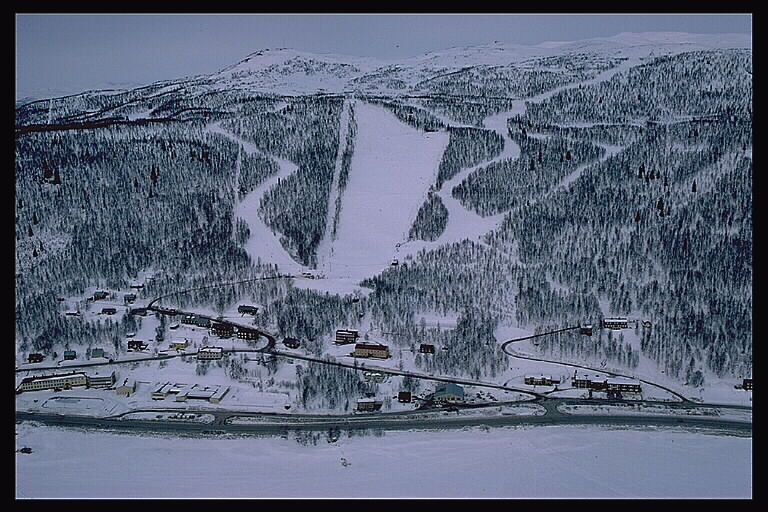
Stok narciarski w latach '70.
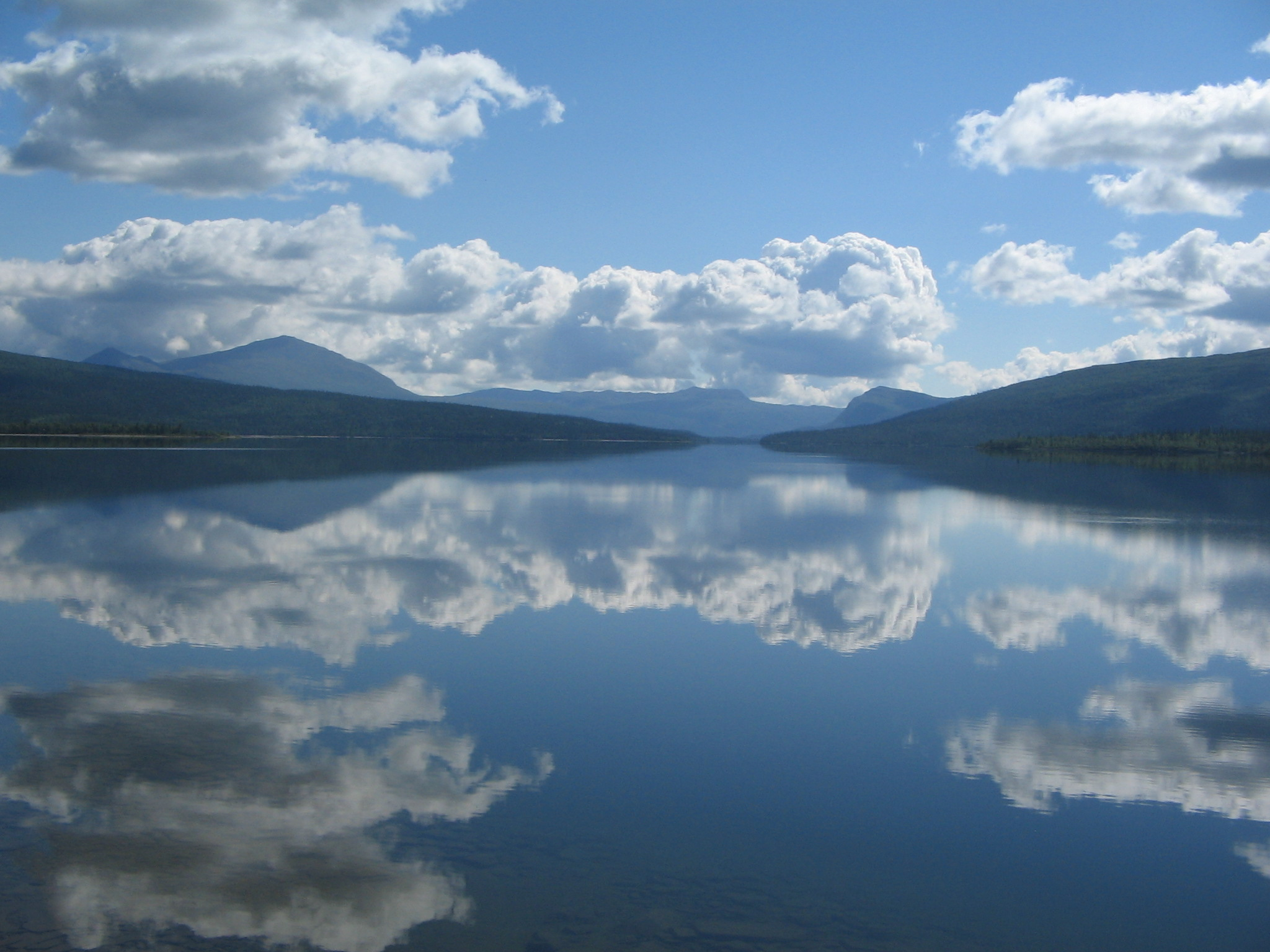
Widok na jezioro.
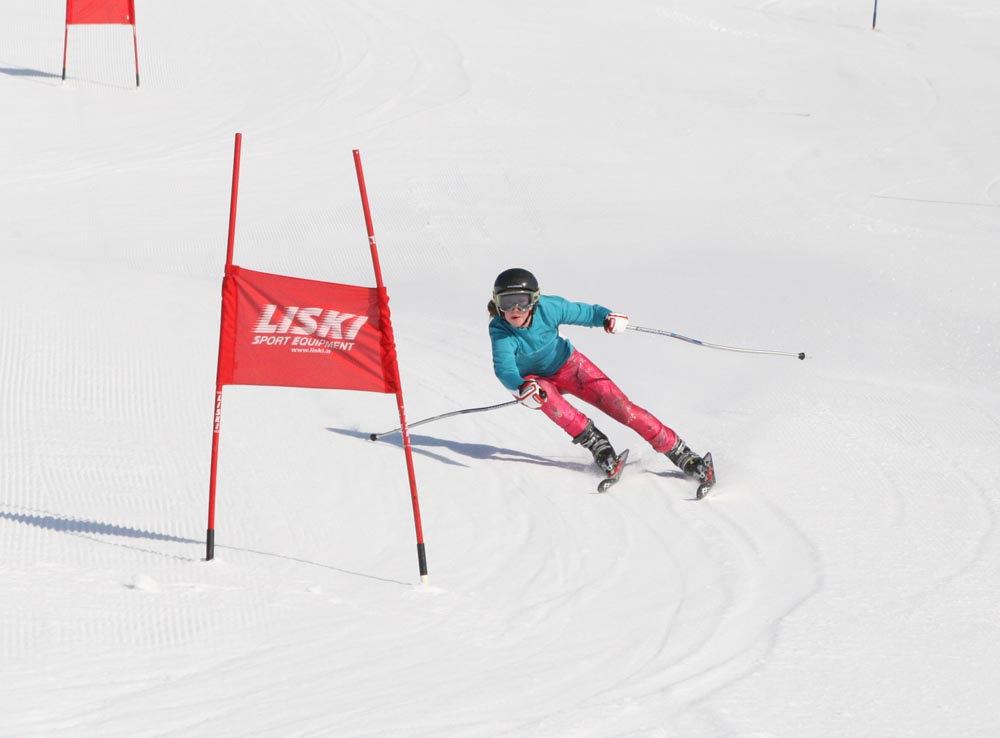
Slalom gigant.